# Boschendal

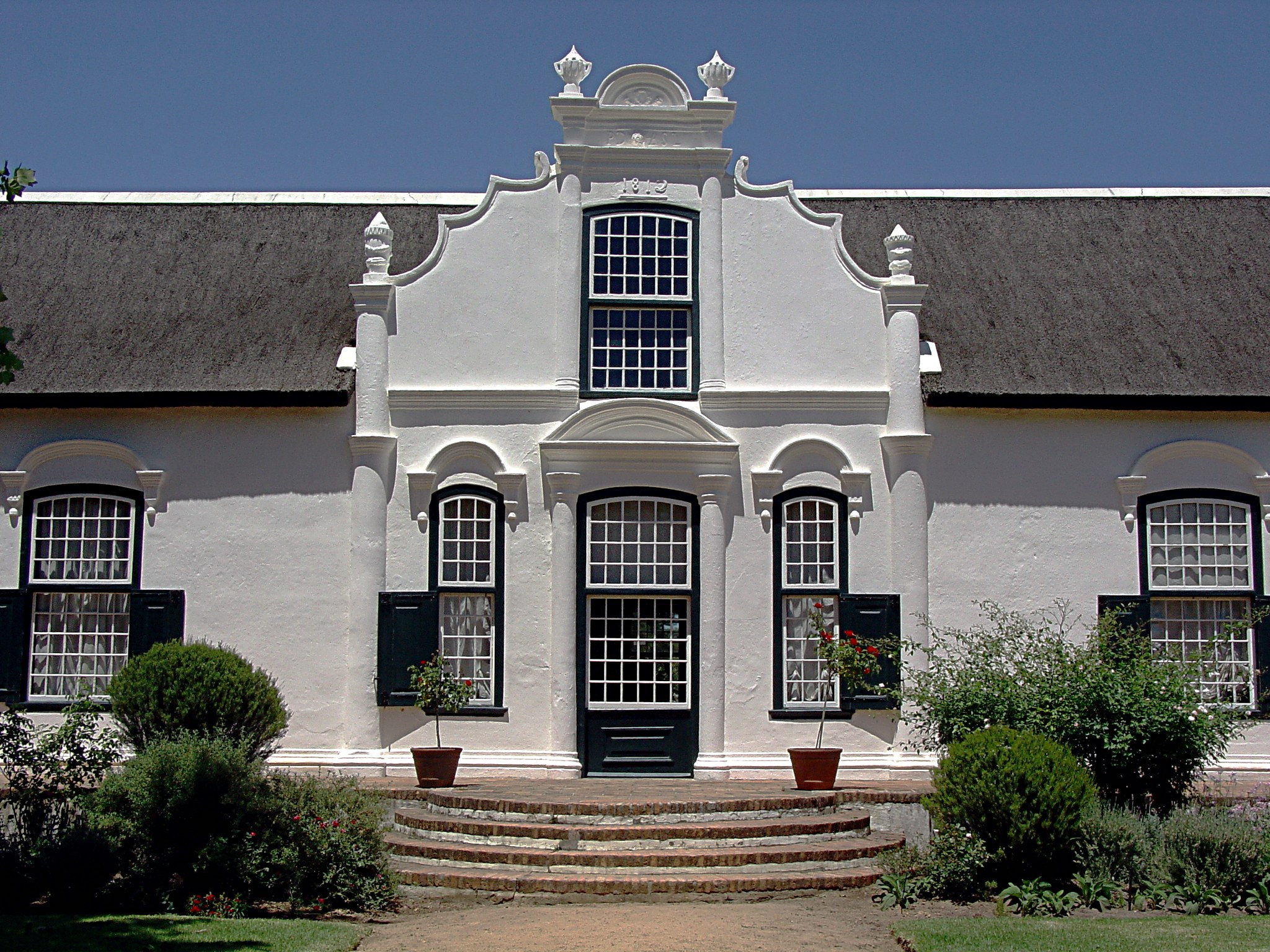
Das Herrenhaus von Boschendal

Boschendal ist ein Weingut in Südafrika. Es liegt in der Provinz Western Cape etwa 55 Kilometer östlich von Kapstadt zwischen den Weinorten Stellenbosch und Franschhoek und wurde 1685 als eines der ersten Güter im Franschhoek-Tal gegründet.
1715 wurde das Anwesen von Abraham de Villiers gekauft. Die Familie de Villiers war Teil der 250 Hugenotten-Flüchtlinge, die am Ende des 17. Jahrhunderts am Kap siedelten. Die Familie de Villiers kam ursprünglich aus der Champagne. Sie wurden von der Niederländischen Ostindien-Gesellschaft wegen ihrer Erfahrung im Weinanbau rekrutiert und kam im Mai 1689 am Kap an. Abrahams Bruder Jacques kaufte das Anwesen 1717, das im Jahre 1812 sein H-förmiges Herrenhaus erhielt, ein herausragendes Beispiel kapholländischer Architektur. Das Anwesen blieb bis 1879 im Eigentum der Familie de Villiers.

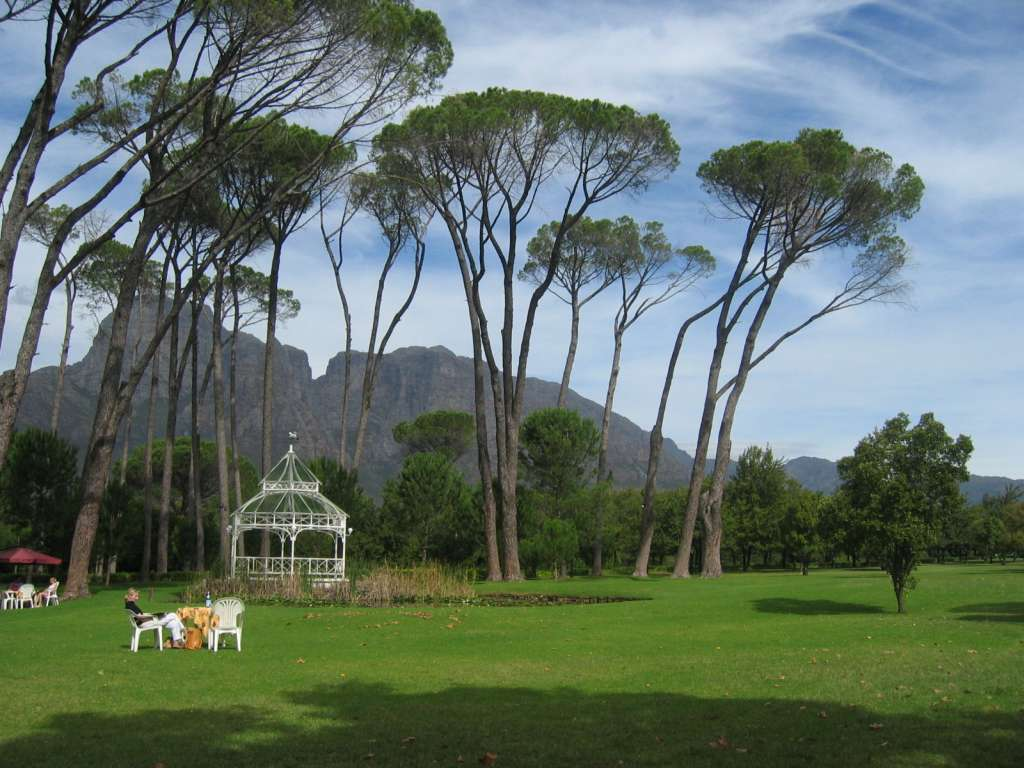
Die Picknickwiese von Boschendal

Acht Jahre später kaufte der Bergwerks-Magnat und spätere Premierminister der Kapregion Cecil Rhodes Boschendal. Nach Rhodes’ Tod 1902 führte die De Beers Mining Company das Anwesen für 40 Jahre, bevor es an Sir Abe Bailey und dann an ein Syndikat verkauft wurde. Als eine anglo-amerikanische Gesellschaft das Anwesen 1969 übernahm, wurde entschieden, den Weinanbau durch die Einfuhr qualitativ hochstehender Reben wieder zu beleben. Der alte Boschendal-Komplex wurde von dem Architekten Gawie Fagan wiederhergestellt und seine Frau Gwen Fagan legte einen Rosengarten nach alten Plänen an.
Heute ist Boschendal ein wichtiger Weinhersteller und mit seinen historischen Gebäuden (ein Teil wird als Museum gepflegt) und Gärten sowie dem Restaurant eine touristische Attraktion.